# The Transformers The Movie (soundtrack)
The Transformers The Movie: Original Motion Picture Soundtrack es la banda sonora de 1986 de la película The Transformers: The Movie. Fue lanzado en los Estados Unidos por Scotti Brothers Records en disco de vinilo y en casete. Fue lanzado en Japón por Pony Canyon en formato CD de audio en 1989. En 1992, Scotti Bros. lanzó el álbum en CD en los Estados Unidos. Para 1999, posteriormente fue reeditado por la eventual compañía sucesora Volcano Entertainment, y fue relanzado en 2007 con portadas actualizadas y 4 pistas adicionales.

## Lista de canciones
- Lanzamiento original (The Transformers The Movie: Original Motion Picture Soundtrack)

| Original |                                   |                     |          |  |
| N.º      | Título                            | Intérprete(s)       | Duración |  |
| 1.       | «The Touch»                       | Stan Bush           | 3:57     |  |
| 2.       | «Instruments of Destruction»      | N.R.G.              | 3:21     |  |
| 3.       | «Death of Optimus Prime»          | Vince DiCola        | 2:58     |  |
| 4.       | «Dare»                            | Stan Bush           | 4:01     |  |
| 5.       | «Nothin’s Gonna Stand in Our Way» | Spectre General     | 3:38     |  |
| 6.       | «The Transformers (Theme)»        | Lion                | 3:35     |  |
| 7.       | «Escape»                          | Vince DiCola        | 4:46     |  |
| 8.       | «Hunger»                          | Spectre General     | 3:45     |  |
| 9.       | «Autobot/Decepticon Battle»       | Vince DiCola        | 4:18     |  |
| 10.      | «Dare to Be Stupid»               | "Weird Al" Yankovic | 3:27     |  |

## Reestreno de 2007
El 29 de mayo de 2007, la banda sonora recibió el lanzamiento de edición especial del 20 aniversario, al igual que la película cuando se lanzó en DVD el 7 de noviembre de 2006. Esta versión incluye las 10 pistas de la banda sonora original, más un nuevo material adicional proporcionado por Vince DiCola, el compositor y productor de la partitura de la película. El material adicional incluye tres pistas adicionales y una versión alternativa del tema Transformers realizada por Stan Bush.
- Re-lanzamiento (The Transformers®: The Movie - 20th Anniversary Edition)

| Remaster 2007 |                                                 |                         |          |  |
| N.º           | Título                                          | Intérprete(s)           | Duración |  |
| 1.            | «The Touch»                                     | Stan Bush               | 3:57     |  |
| 2.            | «Instruments of Destruction»                    | N.R.G.                  | 3:21     |  |
| 3.            | «Death of Optimus Prime»                        | Vince DiCola            | 2:58     |  |
| 4.            | «Dare»                                          | Stan Bush               | 4:01     |  |
| 5.            | «Nothin’s Gonna Stand in Our Way»               | Spectre General         | 3:38     |  |
| 6.            | «The Transformers (Theme)»                      | Lion                    | 3:35     |  |
| 7.            | «Escape»                                        | Vince DiCola            | 4:46     |  |
| 8.            | «Hunger»                                        | Spectre General         | 3:45     |  |
| 9.            | «Autobot/Decepticon Battle»                     | Vince DiCola            | 4:18     |  |
| 10.           | «Dare to Be Stupid»                             | "Weird Al" Yankovic     | 3:27     |  |
| 11.           | «Unicron Medley»                                | Vince DiCola            | 5:26     |  |
| 12.           | «Moon Base 2 - Shuttle Launch»                  | Vince DiCola            | 2:34     |  |
| 13.           | «Megatron Must Be Stopped (Pts. 1 And 2)»       | Vince DiCola            | 6:15     |  |
| 14.           | «The Transformers® (Theme) (Alternate Version)» | Vince DiCola, Stan Bush | 3:27     |  |